# Alfred Höchsmann
Alfred Höchsmann (ur. 1 kwietnia 1909 w Sybinie, zm. w 1978 w Klagenfurcie) – rumuński piłkarz ręczny. Uczestnik Igrzysk Olimpijskich w 1936 w Berlinie. Na igrzyskach zagrał we wszystkich meczach.